# Fjellstad (Rælingen)
Fjellstad este o localitate din comuna Rælingen, provincia Akershus, Norvegia, cu o suprafață de 0,45 km² și o populație de 954 locuitori (2013).